# Благоя Мицевски
Благоя Мицевски - Байо (на македонска литературна норма: Благоја Мицевски - Бајо) е архитект от Република Македония.

## Биография
Роден е на 8 март 1931 година в град Прилеп. Завършва Архитектурния факултет при Техническия факултет на Скопския университет в 1958 година. Работи като проектант в проектантската организация „Македония проект“. Освен на територията на Федерална Югославия работи и в Австрия.
Творчеството на Мицевски е разнообразно и обхваща всички сфери на архитектурното проектиране. Изгражда жилищни обекти в квартала на Скопие Капищец (1973), жилищно-търговския комплекс „Скопянка“ в Скопие, жилищни обекти в Кавадарци (1985), како и Халите на Скопското изложение (1972), хотел „Липа“ в Прилеп (1973), хотал „Арка“ в Скопие (1997), католическата църква „Пресвето сърце Исусово“ в Скопие (1969) и католическата църква „Св. св. Кирил и Методий и Свети Бенедикт“ в Охрид (1997).
Освен с архитектура Мицевски се занимава и с рисуване - акварел и особено рисунка и графика.
Работи като заместник-министър в строителното министерство в първото правителство на Република Македония (1991 - 1992). Член е на Архитектурната академия. Носител е на много награди.
В 1997 година получава наградата за цялостно архитектурно творчество „Андрей Дамянов“.
Мицевски умира на 23 юли 2002 година в Скопие.